# Gérard Jaffrès

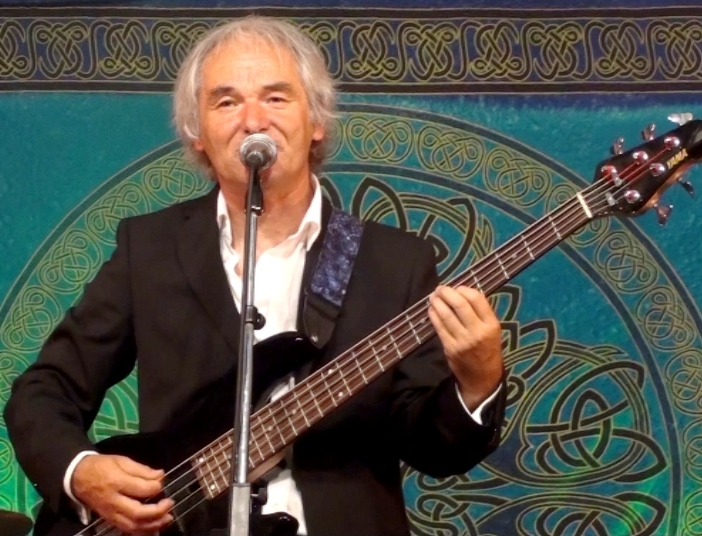
Gérard Jaffrès (2009)

Gérard Jaffrès (* 1956 in Saint-Pol-de-Léon, Département Finistère) ist ein französischer Sänger, Autor und Interpret von Chansons.

## Biografie
Im Alter von 15 Jahren begann er mit dem Gitarrenspiel. Seit 1973 spielte er im Orchester von Burt Blanca, dem er nach Belgien folgte und mit ihm elf Jahre als Bass-Spieler in ganz Europa spielte. 1985 endete die Zusammenarbeit mit Burt Blanca, weil Gérard Jaffrès eine Solokarriere anstrebte. Bis 1991 nahm er zehn Schallplatten auf, seitdem veröffentlicht er alle zwei Jahre ein Album.

## Aktuelles Projekt
Zurzeit bereist er jeden Sommer die Küsten der Bretagne, im Winter dagegen die Städte und Dörfer Belgiens. Seine Musik beschreibt in einem gemischten Stil aus Keltischer Musik und Rock ’n’ Roll die Natur, die Geschichten und Legenden seiner Heimat Pays de Léon (Nord-Finistère), indem er die Französische und Bretonische Sprache vermischt.

Gerard singt von seiner Heimat Leon, dieser Ecke der Bretagne, wo sich französisch und bretonisch noch in den Gesprächen mischen. Er erzählt die Geschichten und Legenden der Region humorvoll und traditionell, aber immer sehr poetisch und zart. Seine Musik ist eine fröhliche Mischung von Celtic Rock, traditioneller bretonischer Musik und französischen Chanson – poppig aufbereitet. So beschreibt er die Atmosphäre der Bretagne als lustige "Postkarten"-Bilder, die er auch als Maler festhält.

## Diskografie
- 1991 – Capitaine de Galère
- 1993 – Les soldats de pierre
- 1995 – Kérichen 72
- 1997 – Les années baluches
- 1999 – Au creux de ma terre
- 2001 – Le fou de Bassan
- 2003 – Viens dans ma maison
- 2005 – Le beau voyage
- 2007 – Mon pays t'attend
- 2008 – Nos premières années
- 2010 – Gérard Jaffrès en public (CD + DVD)
- 2012 – Mystérieuses landes
- 2016 – Je sais d'où je viens
- 2020 – 2020